# 海军部系数
海军部系数（英文：Admiralty Coefficient）是船只阻力的衡量参数之一，实质表示为航速与排水量关系。

## 公式
{\displaystyle C={\frac {{\sqrt[{3}]{D^{2}}}\times S^{3}}{Hp}}}
其中：
- C代表海军部系数；
- D代表航行时排水量，以公吨为单位；
- S代表在该排水量时航行的任意速度，以节为单位；
- Hp表示在该速度下的轮机功率，以马力为单位。

通常来说，船只的海军部系数不会超过500，通常的货轮和邮轮大约为400~450之间，当代的水面军舰，包括航空母舰可达到180~250。海军部系数越大，阻力越小，快速性越好。
同样类型的船只，在相同情况下海军部系数是大致相同的。
海军部系数是一种阻力近似估算方法, 艾亚法、兰泼—凯勒法、海军部系数法三种阻力近似估算方法，是在舰船设计时估算阻力的一种方法.海军部系数是船舶阻力与推进里的一种学科。

## 示例
示例1：
著名的客轮泰坦尼克号的部分性能参数如下：
- 处女航排水量：52310
- 航速：23节
- 动力：50000匹

这样，海军系数即可计算为：
- 带入公式：{\displaystyle C={\frac {{\sqrt[{3}]{52310^{2}}}\times {23^{3}}}{50000}}}
- 计算：{\displaystyle C={\frac {1398.6954\times 12167}{50000}}}
- 结果：{\displaystyle C\approx 340}

示例2：
苏俄海军的弹道导弹潜艇台风级核潜艇
其海军部系数可以得出：
- 带入公式：{\displaystyle C={\frac {{\sqrt[{3}]{26500^{2}}}\times {27^{3}}}{80000}}}
- 计算：{\displaystyle C={\frac {888.8543\times 19683}{80000}}}
- 结果：{\displaystyle C\approx 219}